# Vuelta a España 2017
Die 72. Vuelta a España 2017 fand vom 19. August bis zum 10. September 2017 statt. Die zu den Grand Tours gehörende Rundfahrt war Teil der UCI WorldTour 2017. Sie führte durch Spanien, Frankreich und Andorra.
Gesamtsieger wurde zum ersten Mal der viermalige Tour-de-France-Sieger Chris Froome mit 2:15 Minuten Vorsprung auf Vincenzo Nibali. Froome übernahm das Rote Trikot des Gesamtführenden auf der dritten Etappe und verteidigte es bis ins Ziel in Madrid. Er gewann auch die Punktewertung knapp gegen den vierfachen Tagessieger Matteo Trentin, indem er am Schlusstag mitsprintete und Tageselfter wurde. Froome gewann außerdem die Kombinationswertung. Bergwertungsieger wurde Davide Villella. Die Nachwuchswertung gewann der Gesamtachte Miguel Ángel López. Die Mannschaftswertung gewann das Astana Pro Team. Alberto Contador bestritt sein letztes Radrennen, gewann die Bergankunft auf den Alto de Angliru, wurde Gesamtfünfter und als kämpferischster Fahrer der Rundfahrt geehrt.
Im Dezember 2017 wurde bekannt, dass Froome während der Vuelta 2017 eine Dopingprobe abgegeben hatte, bei der der Grenzwert für die Substanz Salbutamol überschritten war. Dies ergaben gemeinsame Recherchen von Guardian und Le Monde; der Radsportweltverband UCI bestätigte das Resultat des Tests. Froome erklärte, es sei allseits bekannt, dass er an Asthma leide. Dieses habe sich während der Vuelta verschlimmert, weshalb er auf Anraten des Teamarztes die Dosis Salbutamol erhöht habe. Dabei habe er jedoch sorgfältig darauf geachtet, die zulässige Dosis nicht zu überschreiten. Der Grenzwert der Welt-Anti-Doping-Agentur WADA für Salbutamol liegt bei 1000 Nanogramm pro Milliliter (ng/ml). Bei Froome wurde eine Konzentration von 2000 ng/ml nachgewiesen. Kurz vor dem Start der Tour de France 2018 entschied die Disziplinarkommission der Union Cycliste Internationale nach Sichtung umfangreicher von Froome vorgelegter Unterlagen kein Dopingverfahren gegen ihn zu eröffnen.

## Teams
Startberechtigt waren die 18 UCI WorldTeams. Zusätzlich wurden vier UCI Professional Continental Teams eingeladen.
| WorldTeams (18)- AG2R La Mondiale - Astana - Bahrain-Merida - BMC Racing Team - Bora-Hansgrohe - Cannondale-Drapac - Dimension Data - FDJ - Katusha-Alpecin - Lotto NL-Jumbo - Lotto-Soudal - Movistar Team - Orica-Scott - Quick-Step Floors - Sky - Team Sunweb - Trek-Segafredo - UAE Team Emirates Professional Continental Teams (4)- Aqua Blue Sport - Caja Rural-Seguros RGA - Cofidis, Solutions Crédits - Manzana Postobón |
| |

## Etappen
| Etappe     | Datum    | Etappenorte                                       | type                 | Länge (km) | Etappensieger      | Gesamtführender |
| ---------- | -------- | ------------------------------------------------- | -------------------- | ---------- | ------------------ | --------------- |
| 1. Etappe  | 19. Aug. | Nîmes – Nîmes                                     | Teamzeitfahren       | 13,7       | BMC Racing Team    | Rohan Dennis    |
| 2. Etappe  | 20. Aug. | Nîmes – Gruissan                                  | Flachetappe          | 203,4      | Yves Lampaert      | Yves Lampaert   |
| 3. Etappe  | 21. Aug. | Prades – Andorra la Vella                         | Hochgebirgsetappe    | 158,5      | Vincenzo Nibali    | Chris Froome    |
| 4. Etappe  | 22. Aug. | Escaldes-Engordany – Tarragona                    | Flachetappe          | 198,2      | Matteo Trentin     | Chris Froome    |
| 5. Etappe  | 23. Aug. | Benicàssim – Alcossebre                           | Mittelschwere Etappe | 175,7      | Alexei Luzenko     | Chris Froome    |
| 6. Etappe  | 24. Aug. | Vila-real – Sagunt                                | Hügelige Etappe      | 204,4      | Tomasz Marczyński  | Chris Froome    |
| 7. Etappe  | 25. Aug. | Llíria – Cuenca                                   | Hügelige Etappe      | 207        | Matej Mohorič      | Chris Froome    |
| 8. Etappe  | 26. Aug. | Hellín – Xorret de Catí                           | Mittelschwere Etappe | 199,5      | Julian Alaphilippe | Chris Froome    |
| 9. Etappe  | 27. Aug. | Orihuela – Benitatxell                            | Mittelschwere Etappe | 174        | Chris Froome       | Chris Froome    |
|            | 28. Aug. | Ruhetag in der Provinz Alicante                   | Ruhetag              |            |                    |                 |
| 10. Etappe | 29. Aug. | Caravaca de la Cruz – ElPozo                      | Hügelige Etappe      | 164,8      | Matteo Trentin     | Chris Froome    |
| 11. Etappe | 30. Aug. | Lorca – Calar-Alto-Observatorium                  | Hochgebirgsetappe    | 187,5      | Miguel Ángel López | Chris Froome    |
| 12. Etappe | 31. Aug. | Motril – Antequera                                | Hügelige Etappe      | 160,1      | Tomasz Marczyński  | Chris Froome    |
| 13. Etappe | 1. Sep.  | Coín – Tomares                                    | Flachetappe          | 198,4      | Matteo Trentin     | Chris Froome    |
| 14. Etappe | 2. Sep.  | Écija – Sierra de la Pandera                      | Hochgebirgsetappe    | 175        | Rafał Majka        | Chris Froome    |
| 15. Etappe | 3. Sep.  | Alcalá la Real – Sierra Nevada Ski Station        | Hochgebirgsetappe    | 129,4      | Miguel Ángel López | Chris Froome    |
|            | 4. Sept. | Ruhetag in Logroño                                | Ruhetag              |            |                    |                 |
| 16. Etappe | 5. Sep.  | Circuito de Navarra – Logroño                     | Einzelzeitfahren     | 40,2       | Chris Froome       | Chris Froome    |
| 17. Etappe | 6. Sep.  | Villadiego – Los Machucos, Monumento Vaca Pasiega | Hochgebirgsetappe    | 180,5      | Stefan Denifl      | Chris Froome    |
| 18. Etappe | 7. Sep.  | Suances – Kloster Santo Toribio de Liébana        | Hügelige Etappe      | 169        | Sander Armée       | Chris Froome    |
| 19. Etappe | 8. Sep.  | Casu – Gijón                                      | Hügelige Etappe      | 149,7      | Thomas De Gendt    | Chris Froome    |
| 20. Etappe | 9. Sep.  | Corvera – Alto de Angliru                         | Hochgebirgsetappe    | 117,5      | Alberto Contador   | Chris Froome    |
| 21. Etappe | 10. Sep. | Arroyomolinos – Madrid                            | Flachetappe          | 117,6      | Matteo Trentin     | Chris Froome    |

## Gesamtwertung
| \| Gesamtwertung \| Gesamtwertung \| Gesamtwertung \| Gesamtwertung \| Gesamtwertung \| \| Fahrer \| Fahrer \| Land \| Team \| Zeit \| \| ------------- \| ------------------ \| ---------------------- \| ---------------------- \| ----------------- \| \| 1. \| Chris Froome \| Vereinigtes Königreich \| Team Sky \| 82 h 30 min 02 s \| \| 2. \| Vincenzo Nibali \| Italien \| Bahrain-Merida \| + 2 min 15 s \| \| 3. \| İlnur Zäkärin \| Russland \| Katusha-Alpecin \| + 2 min 51 s \| \| 4. \| Wilco Kelderman \| Niederlande \| Team Sunweb \| + 3 min 15 s \| \| 5. \| Alberto Contador \| Spanien \| Trek-Segafredo \| + 3 min 18 s \| \| 6. \| Wout Poels \| Niederlande \| Team Sky \| + 6 min 59 s \| \| 7. \| Michael Woods \| Kanada \| Cannondale-Drapac \| + 8 min 27 s \| \| 8. \| Miguel Ángel López \| Kolumbien \| Astana \| + 9 min 13 s \| \| 9. \| Steven Kruijswijk \| Niederlande \| LottoNL-Jumbo \| + 11 min 18 s \| \| 10. \| Tejay van Garderen \| Vereinigte Staaten \| BMC Racing Team \| + 15 min 50 s \| \| 11. \| Esteban Chaves \| Kolumbien \| Orica-Scott \| + 16 min 46 s \| \| 12. \| Louis Meintjes \| Südarfika \| UAE Team Emirates \| + 17 min 41 s \| \| 13. \| Fabio Aru \| Italien \| Astana \| + 21 min 41 s \| \| 14. \| Nicolas Roche \| Irland \| BMC Racing Team \| + 22 min 00 s \| \| 15. \| Sergio Pardilla \| Spanien \| Caja Rural-Seguros RGA \| + 22 min 59 s \| \| 16. \| Mikel Nieve \| Spanien \| Team Sky \| + 28 min 00 s \| \| 17. \| Romain Bardet \| Frankreich \| AG2R La Mondiale \| + 31 min 21 s \| \| 18. \| Daniel Moreno \| Spanien \| Movistar Team \| + 42 min 16 s \| \| 19. \| Sander Armée \| Belgien \| Lotto-Soudal \| + 59 min 01 s \| \| 20. \| Darwin Atapuma \| Kolumbien \| UAE Team Emirates \| + 1 h 02 min 58 s \| |                    |                        |                        |                   |
| |                    |                        |                        |                   |
| Quelle: ProCyclingStats |                    |                        |                        |                   |
| Gesamtwertung |                    |                        |                        |                   |
| Fahrer | Fahrer             | Land                   | Team                   | Zeit              |
| 1. | Chris Froome       | Vereinigtes Königreich | Team Sky               | 82 h 30 min 02 s  |
| 2. | Vincenzo Nibali    | Italien                | Bahrain-Merida         | + 2 min 15 s      |
| 3. | İlnur Zäkärin      | Russland               | Katusha-Alpecin        | + 2 min 51 s      |
| 4. | Wilco Kelderman    | Niederlande            | Team Sunweb            | + 3 min 15 s      |
| 5. | Alberto Contador   | Spanien                | Trek-Segafredo         | + 3 min 18 s      |
| 6. | Wout Poels         | Niederlande            | Team Sky               | + 6 min 59 s      |
| 7. | Michael Woods      | Kanada                 | Cannondale-Drapac      | + 8 min 27 s      |
| 8. | Miguel Ángel López | Kolumbien              | Astana                 | + 9 min 13 s      |
| 9. | Steven Kruijswijk  | Niederlande            | LottoNL-Jumbo          | + 11 min 18 s     |
| 10. | Tejay van Garderen | Vereinigte Staaten     | BMC Racing Team        | + 15 min 50 s     |
| 11. | Esteban Chaves     | Kolumbien              | Orica-Scott            | + 16 min 46 s     |
| 12. | Louis Meintjes     | Südarfika              | UAE Team Emirates      | + 17 min 41 s     |
| 13. | Fabio Aru          | Italien                | Astana                 | + 21 min 41 s     |
| 14. | Nicolas Roche      | Irland                 | BMC Racing Team        | + 22 min 00 s     |
| 15. | Sergio Pardilla    | Spanien                | Caja Rural-Seguros RGA | + 22 min 59 s     |
| 16. | Mikel Nieve        | Spanien                | Team Sky               | + 28 min 00 s     |
| 17. | Romain Bardet      | Frankreich             | AG2R La Mondiale       | + 31 min 21 s     |
| 18. | Daniel Moreno      | Spanien                | Movistar Team          | + 42 min 16 s     |
| 19. | Sander Armée       | Belgien                | Lotto-Soudal           | + 59 min 01 s     |
| 20. | Darwin Atapuma     | Kolumbien              | UAE Team Emirates      | + 1 h 02 min 58 s |

## Wertungen

### Reglement
| Punktewertung          | 1. | 2. | 3. | 4. | 5. | 6. | 7. | 8. | 9. | 10. | 11. | 12. | 13. | 14. | 15. |
| ---------------------- | -- | -- | -- | -- | -- | -- | -- | -- | -- | --- | --- | --- | --- | --- | --- |
| Zielsprint             | 25 | 20 | 16 | 14 | 12 | 10 | 9  | 8  | 7  | 6   | 5   | 4   | 3   | 2   | 1   |
| Zwischensprint         | 4  | 2  | 1  |    |    |    |    |    |    |     |     |     |     |     |     |
| Bergwertung            | 1. | 2. | 3. | 4. | 5. | 6  |    |    |    |     |     |     |     |     |     |
| Cima Alberto Fernández | 20 | 15 | 10 | 6  | 4  | 2  |    |    |    |     |     |     |     |     |     |
| Kategorie Especial     | 15 | 10 | 6  | 4  | 2  |    |    |    |    |     |     |     |     |     |     |
| 1. Kategorie           | 10 | 6  | 4  | 2  | 1  |    |    |    |    |     |     |     |     |     |     |
| 2. Kategorie           | 5  | 3  | 1  |    |    |    |    |    |    |     |     |     |     |     |     |
| 3. Kategorie           | 3  | 2  | 1  |    |    |    |    |    |    |     |     |     |     |     |     |

- Der Führende der Gesamtwertung trägt das Rote Trikot. Die Gesamtwertung ergibt sich wie stets bei internationalen Etappenrennen aus der Addition der gefahrenen Zeiten. Zusätzlich gibt es bei den Etappen – außer den Zeitfahretappen 10, 6 und 4 und bei den Zwischensprints 3, 2 und 1 Sekunden Zeitbonifikation.
- Der Führende in der Punktewertung trägt wie bei der Tour de France das Grüne Trikot. Die Punktewertung ergibt sich aus der Addition von den Punkten im Ziel jeder Etappen und des Zwischensprints, der ebenfalls auf jeder Etappe ausgetragen. Kein Zwischensprint gibt es bei Zeitfahren, egal ob Team oder im Einzel.
- Der Führende in der Bergwertung trägt das blau-gepunktete Trikot.
- Der Führende in der Kombinationswertung trägt das Weiße Trikot. Die Kombinationswertung ergibt aus den Platzierungen in der Gesamtwertung, Punktewertung und Bergwertung. Der Fahrer, der die wenigsten Rangpunkte hat, ist der Führende dieser Sonderwertung.
- Auf jeder Etappe, Ausnahmen sind Zeitfahren im Team und im Einzel, wird der aktivste Fahrer von einer unabhängigen Jury ausgezeichnet. Er erhält die Rote Rückennummer und trägt diese auf der darauffolgenden Etappe.

### Übersicht der Führenden pro Etappe
| Etappe         | Etappensieger            | Gesamtwertung            | Punktewertung                    | Bergwertung           | Kombinationswertung                           | Mannschaftswertung | Kämpferischster Fahrer   |
| -------------- | ------------------------ | ------------------------ | -------------------------------- | --------------------- | --------------------------------------------- | ------------------ | ------------------------ |
| 1              | BMC Racing Team          | Rohan Dennis (BMC)       | nicht vergeben (1)               | Nicolas Roche (BMC)   | Daniel Oss (BMC) (2)                          | BMC Racing Team    | nicht vergeben           |
| 2              | Yves Lampaert (QST)      | Yves Lampaert (QST)      | Yves Lampaert (3) (QST)          | Nicolas Roche (BMC)   | Daniel Oss (BMC) (2)                          | Quick-Step Floors  | Markel Irízar (TFS)      |
| 3              | Vincenzo Nibali (TBM)    | Christopher Froome (SKY) | Vincenzo Nibali (TBM)            | Davide Villella (CDT) | Christopher Froome (4) (5) (7) (8) (10) (SKY) | Orica-Scott        | Alexandre Geniez (ALM)   |
| 4              | Matteo Trentin (QST)     | Christopher Froome (SKY) | Matteo Trentin (QST)             | Davide Villella (CDT) | Christopher Froome (4) (5) (7) (8) (10) (SKY) | Orica-Scott        | Diego Rubio (CJR)        |
| 5              | Alexei Luzenko (AST)     | Christopher Froome (SKY) | Matteo Trentin (QST)             | Davide Villella (CDT) | Christopher Froome (4) (5) (7) (8) (10) (SKY) | Astana Pro Team    | Alexei Luzenko (AST)     |
| 6              | Tomasz Marczynski (LTS)  | Christopher Froome (SKY) | Matteo Trentin (QST)             | Davide Villella (CDT) | Christopher Froome (4) (5) (7) (8) (10) (SKY) | Astana Pro Team    | Enric Mas (QST)          |
| 7              | Matej Mohorič (UAD)      | Christopher Froome (SKY) | Matteo Trentin (QST)             | Davide Villella (CDT) | Christopher Froome (4) (5) (7) (8) (10) (SKY) | Movistar Team      | Luis Ángel Maté (COF)    |
| 8              | Julian Alaphilippe (QST) | Christopher Froome (SKY) | Matteo Trentin (QST)             | Davide Villella (CDT) | Christopher Froome (4) (5) (7) (8) (10) (SKY) | Movistar Team      | Przemyslaw Niemiec (UAD) |
| 9              | Christopher Froome (SKY) | Christopher Froome (SKY) | Christopher Froome (6) (SKY)     | Davide Villella (CDT) | Christopher Froome (4) (5) (7) (8) (10) (SKY) | Movistar Team      | Marc Soler (MOV)         |
| 10             | Matteo Trentin (QST)     | Christopher Froome (SKY) | Matteo Trentin (QST)             | Davide Villella (CDT) | Christopher Froome (4) (5) (7) (8) (10) (SKY) | Movistar Team      | Matteo Trentin (QST)     |
| 11             | Miguel Ángel López (AST) | Christopher Froome (SKY) | Matteo Trentin (QST)             | Davide Villella (CDT) | Christopher Froome (4) (5) (7) (8) (10) (SKY) | Movistar Team      | Romain Bardet (ALM)      |
| 12             | Tomasz Marczynski (LTS)  | Christopher Froome (SKY) | Matteo Trentin (QST)             | Davide Villella (CDT) | Christopher Froome (4) (5) (7) (8) (10) (SKY) | Movistar Team      | Omar Fraile (DDD)        |
| 13             | Matteo Trentin (QST)     | Christopher Froome (SKY) | Matteo Trentin (QST)             | Davide Villella (CDT) | Christopher Froome (4) (5) (7) (8) (10) (SKY) | Astana Pro Team    | Thomas De Gendt (LTS)    |
| 14             | Rafal Majka (BOH)        | Christopher Froome (SKY) | Matteo Trentin (QST)             | Davide Villella (CDT) | Christopher Froome (4) (5) (7) (8) (10) (SKY) | Astana Pro Team    | Luis Angel Mate (COF)    |
| 15             | Miguel Ángel López (AST) | Christopher Froome (SKY) | Christopher Froome (6) (9) (SKY) | Davide Villella (CDT) | Christopher Froome (4) (5) (7) (8) (10) (SKY) | Astana Pro Team    | Sander Armee (LTS)       |
| 16             | Christopher Froome (SKY) | Christopher Froome (SKY) | Christopher Froome (6) (9) (SKY) | Davide Villella (CDT) | Christopher Froome (4) (5) (7) (8) (10) (SKY) | Astana Pro Team    | nicht vergeben           |
| 17             | Stefan Denifl (ABS)      | Christopher Froome (SKY) | Christopher Froome (6) (9) (SKY) | Davide Villella (CDT) | Christopher Froome (4) (5) (7) (8) (10) (SKY) | Astana Pro Team    | Daniel Moreno (MOV)      |
| 18             | Sander Armée (LTS)       | Christopher Froome (SKY) | Christopher Froome (6) (9) (SKY) | Davide Villella (CDT) | Christopher Froome (4) (5) (7) (8) (10) (SKY) | Astana Pro Team    | José Joaquín Rojas (MOV) |
| 19             | Thomas De Gendt (LTS)    | Christopher Froome (SKY) | Christopher Froome (6) (9) (SKY) | Davide Villella (CDT) | Christopher Froome (4) (5) (7) (8) (10) (SKY) | Astana Pro Team    | Daniel Navarro (COF)     |
| 20             | Alberto Contador (TFS)   | Christopher Froome (SKY) | Christopher Froome (6) (9) (SKY) | Davide Villella (CDT) | Christopher Froome (4) (5) (7) (8) (10) (SKY) | Astana Pro Team    | Enric Mas (QST)          |
| 21             | Matteo Trentin (QST)     | Christopher Froome (SKY) | Christopher Froome (6) (9) (SKY) | Davide Villella (CDT) | Christopher Froome (4) (5) (7) (8) (10) (SKY) | Astana Pro Team    | nicht vergeben           |
| Wertungssieger | Wertungssieger           | Christopher Froome (SKY) | Christopher Froome (SKY)         | Davide Villella (CDT) | Christopher Froome (SKY)                      | Astana Pro Team    | Alberto Contador (TFS)   |